# Aero Ae 01
O Aero Ae 01 foi um avião de treinamento militar biplano checoslovaco construído em 1919 como a primeira tentativa da Aero de modificar um dos projetos de aeronaves que fabricaram sob licença durante a Primeira Guerra Mundial, o Hansa-Brandenburg B.I. O projeto foi originalmente designado "Ae 10", mas posteriormente redesignado "Ae 01".

## Operadores
- Checoslováquia
  - Força Aérea Checoslovaca